# 瞬間メタル
瞬間メタル（しゅんかんメタル）は、日本のお笑いコンビ。

## メンバー
- タケタリーノ山口（たけたりーのやまぐち、1975年9月29日（49歳） - ）

ボケ担当。血液型A型。神奈川県出身。
本名：山口岳彦(やまぐちたけひこ)。
身長170cm、体重65kg。足サイズ26.5cm。高校・大学時代にボクシングをやっていた元ボクサー。横浜高校時代には神奈川県の国体選手に選ばれた。大和心と同期である。
役者として活動する際には本名の『山口岳彦』でも活動している。
- 前田ばっこー（まえだばっこー、1972年5月29日（52歳） - ）

ツッコミ担当。血液型A型。兵庫県三木市出身。
本名:前田 博康（まえだ　ひろやす）。
身長172cm、体重57kg。足サイズ25.5cm。元料理人、元内装会社社長、元バンドマン。

## 概要
- コンビ結成からしばらく「前田ばっこーとタケタリーノ山口」というコンビ名で活動していたが、2004年6月18日をもって「瞬間メタル」に改名した。ちなみにコンビ名の由来は、「その瞬間瞬間に輝いていたい」からだという[要出典]。
- 2009年11月、秋を持ってコンビの活動を休止し所属事務所のニュースタッフエージェンシーも退社する事をブログで発表。活動再開は2010年3月15日『あっ!とおどろく放送局』の『OLIVER’S WORLD』にゲスト出演であり、2010年3月18日には単独ライブ『復活グソ』で見事完全復活を果たす。
- 2010年5月12日、TBSラジオ『爆笑問題カーボーイ』の放送のなかで、タイタンの所属となったことが発表される。そのため2011年3月現在『雑学王』の前説を担当している[4]。
- 2010年5月から三等分と一緒に、相撲をテーマにトークをするライブ『うっちゃりトーク』（第一回＝“初場所”は2010年5月23日）を行っている。

### タケタリーノ山口
- タケタリーノ山口の芸名の由来はTBS系で放送されていた「たかじん・ナオコのシャベタリーノ」から来ているという[要出典]。
- タケタリーノ山口の芸名は省略された芸名であり、正式名称は「タケタリーノボーノ・アガメタテマツーレ・ソコニイチリンノハナヲソエーロ山口」であると自身のブログで発表。
- 初TV出演は素人時代にポリデントの街頭インタビュー編のCMだった。
- お笑いを目指す前は浅草で人力車を引いていた。業績は社内でもトップクラスだったと自社ライブで自慢。近年、アルバイトとして再び浅草で車夫業を再開している。
- 浅草のウォッシュレットのあるトイレを把握しており、その場所をケツ洗い弁天と呼んでいる。バーミヤンで働いていたことがある[5]。
- 自他共に認める長渕剛ファン。
- 2009年5月29日の夜遊びメールバトルで、紺のハイソックス(紺ソ)とルーズソックスのどっちが好きかという話題になり、ルーズソックスへの想いを熱く語る。男は100%ルーズソックスが好きだと豪語するも、番組出演者・スタッフ・視聴者の殆どから否定され辛酸を舐めることになった。しかし、6月12日に朝川ことみがルーズソックスを履いて放送すると、結果が逆転する。
- ナレーターの仕事もしている（2016年5月のフジテレビ「バイキング」[6]等）。
- 2021年1月13日、YouTubeチャンネル「たけひこチャンネル」で2020年12月の年末に、新型コロナウイルスに感染していた事を公表した[7]。

### 前田ばっこー
- 調理師免許を持っている。
- 元バンドマンで、そのバンド名は「ザ・マンホール」。
- 瞬間メタルのテーマソングなるものがあり、自身のHPで聴くことが出来る。
- 元内装会社の社長でもあった。
- 赤のジャージを衣装としているが、夏には緑の半袖ジャージを着た。その際、相方のタケタリーノには「かいわれ」と呼ばれた。
- 「夜遊びメールバトル 金曜」ではメインMCの浜田翔子におじいちゃんと呼ばれている。また、2009年1月1日の浜田翔子23歳の誕生日を祝って同番組内でプレゼントした「椎茸栽培セット」は、嫁に反対されたにもかかわらず強行し選んだものだったが、浜田はこれを拒否、以前同じものを持っていた浜田の妹、浜田コウにも拒否され、今はその椎茸栽培セットの行方も分からず、しばしば視聴者のメールネタにされている。5月の前田ばっこー誕生日には浜田から「いちご栽培セット」、番組から「ウコン栽培セット」が贈られた。
- 単独ライブ用に撮られた約30分のショートムービー『BAKKOO THE PHOENIX』で主役のバッコー・マエダを演じている。

## ネタ
- 代表作は、男キャラを前面に押し出した「男（漢）のショートコント」。コントの最後にミット打ちの真似をしながら「あっそ〜れぃ、おっとこ〜のコント、おっとこ〜のコント」と言って締めくくる。ちなみにタケタリーノはこの間に「構える（あっそ〜れぃ）、左ジャブ（おっと）、右ストレート（こ〜の）、左フック（コント）、左ジャブ（おっと）、右ボディーストレート（こ〜の）、しゃがんでガッツポーズ（コント）」という動作をしている。それぞれの役割はばっこーがトレーナーでタケタリーノが男（漢）である。「男の余韻」と称してネタの最後に長渕剛の曲をタケタリーノが歌う。「男だったら、こんな時どうするかな」ということを考えてネタ作りをしていたという[1]。
- タケタリーノには「この拳を天空に突き上げたんだよー!」や「拳から龍が出おったわ〜」というギャグがある。
- ばっこーには「人を不快にさせる一人コント」なるものがある。
- 「男のあるある（ステラ）」という一言ネタもある。タケタリーノが男のあるあるを言い、ばっこーはその隣で腕を上下上下させながら「ステラテラテラ…」とBGMのようにリズムをとる。そして、あるあるを一つ言うと、二人揃って「スパーン！」とポーズを決める。
- 「五寸釘男（ごすんくぎお）」というコントもある。タケタリーノが扮する建設現場の親方が、ばっこー扮する新人作業員に話を伝えたいのだが、ど忘れがひどくてなかなか言葉が出てこない。その為、親方がど忘れした言葉を回りくどい言い方で表現し、新人作業員に伝えていくといったネタである。

## 現在出演中の番組

### テレビ
- みんなの2020バンバンジャパーン!（Eテレ、2017年4月29日 - ）初の月一レギュラー

### インターネットTV
- 瞬間メタルの地べたから天空へ[リンク切れ]（あっ!とおどろく放送局、2006年7月 - 2009年9月21日）　終了
- 夜遊びメールバトル金曜[リンク切れ] アシスタント　（あっ!とおどろく放送局、2006年10月6日 - 2009年6月26日）　終了
- OLIVER’S WORLD[リンク切れ]（あっ!とおどろく放送局、2010年3月15日）
- 夜遊びメールバトル水曜[リンク切れ] （あっ!とおどろく放送局、2010年7月21日）　終了
- ロトナン宝くじチャンネル[リンク切れ](2011年4月-)
- Abema TV お願いランキング(2016年6月)

### YouTube
- 瞬間メタルの男のショートフィルム（2016年11月-） 月1回

## 過去に出演した番組

### テレビ
- リンカーン（TBS）
- キャラ☆キング（テレビ朝日　TOKYO MX　tvk　他）
- 爆笑オンエアバトル（NHK）戦績1勝5敗 最高413KB
- オンバト+（NHK） 戦績0勝1敗 最高269KB
- 森田一義アワー 笑っていいとも!（フジテレビ）
- インパクト!（フジテレビ）
- 笑いの金メダル（テレビ朝日）
- たけしの誰でもピカソ（テレビ東京）
- くるくるドカン〜新しい波を探して〜（フジテレビ）
- お台場学園〜文化祭〜（フジテレビ）
- 虎の門（テレビ朝日）
- Channel a（TOKYO MX　tvk）
- 爆笑ヒットパレード2007（フジテレビ）
- お笑い登竜門（フジテレビ）
- 登竜門ぶち抜きSP（フジテレビ）
- 笑っていいとも!〜金のたまごクラブ〜（フジテレビ）
- 新春ゴールデンピンクカーペット（フジテレビ）キャッチコピーは「自分、不器用ですから」
- インパクト!（フジテレビ）
- 王様のブランチ（TBS）
- 突撃60!（TBS）
- アニメ探検隊（テレビ東京）
- お笑い登竜門ガッハ（フジテレビ721）
- お台場お笑い道(フジテレビ721)
- 東京コント祭り（TBSチャンネル）
- イエヤスMAX（CBCテレビ）
- お笑い日本シリーズ爆連発スペシャル!（RKB毎日放送）
- お笑いTVニコニコ笑い汁（MONDO21）
- エンタの神様（日本テレビ）（山口のみ、キャッチコピーは「憤りのストリート戦士（ファイター）」 上記のステラネタで出演）
- 笑撃!ワンフレーズ（TBS系）
- 新世紀ネタキング決定戦（TOKYO MX）- 2010年10月の月間チャンピオンに選ばれる。
- 初笑い東西寄席（NHK、2016年1月3日）
- かたらふ〜ぼくたちのスタア〜（フジテレビ、2017年2月11日）
- 激!今夜もドル箱（テレビ東京、2017年4月11日）
- ウチのガヤがすみません!（日本テレビ、2017年4月25日・5月2日・5月23日・5月30日）
- ビートたけしの独立してマージン分ギャラ下げるからあと2回ヤラせてTV（TBS、2018年12月26日）

### ラジオ
- JUNK2水曜「スピードワゴンのキャラメル on the beach」（TBSラジオ） （第2回井戸-1グランプリ優勝）
- JUNK火曜「爆笑問題カーボーイ」（TBSラジオ）
- 「お笑い!ネタとこ勝負! 〜ボンバー」（ラジオ日本）
- オードリーのオールナイトニッポン（ニッポン放送、2015年2月21日）
- monaka（FM NACK5、2016年8月9日 - 2019年3月19日）月一回、「トクする！イオンの火曜市」のレポーターを担当。
- 先読み!夕方ニュース（NHKラジオ第1放送、2016年12月22日、2017年3月3日）山口のみ
- 爆笑問題のUSEN-MAN（SMART USEN、不定期出演）
- Smile SUMMIT（FM NACK5、2019年4月30日 - 7月9日）月一回、「トクする！イオンの火曜市」のレポーターを担当[8]。

### 映画
- 魁!!男塾（2008年）山口 - 田沢慎一郎 / 前田 - 牛丼屋の客
- スキャナー 記憶のカケラをよむ男（2015年）山口
- レミングスの夏（2016年）山口
- チャットゾーン（2017年）前田[9]
- くらわんか！（2017年）山口・前田
- 血まみれスケバンチェーンソーRED 後編「ギーコの覚醒」（2019年2月22日）山口・前田
- 俺は前世に恋をする（2019年3月23日）山口・前田

### テレビドラマ
- 小さな巨人 第1話（2017年4月16日、TBS）
- ウルトラマンR/B（2018年11月3日、テレビ東京）山口 - 鈴木（メフィラス星人人間態及び声）
- 行列の女神〜らーめん才遊記〜 第8話（2020年6月8日、テレビ東京）山口 - 「濃口醤油らあめん たかじ」店員
- インビジブル 第6話（2022年5月20日、TBS）前田 - 堂島誠一郎

### 配信ドラマ
- あなたに聴かせたい歌があるんだ 第2話（2022年5月20日配信、Hulu）前田 - 審査員 役

### オリジナルビデオ
- 日本統一8,9（2014年,2015年）山口・前田 - 岐阜 柳ヶ瀬連合組員
- タイマン1,2（2016年）山口 - 武浪高等学校1年 松本直也(番長)
- 双頭の龍（2017年）山口・前田 - ヒットマン(黒姫一家堂龍会)
- 組長への道 餓鬼極道1,2（2018年）山口 - 三東会緒方組組員 ヤマザキ / 前田 - 浄水器販売会社 営業部長 アキヤマ
- CONFLICT 〜最大の抗争〜4・5・6（2018年 - 2019年）山口 - 鷲尾組組員
- 覇者の掟 第三章（2019年）山口 - 二代目松井組組長 末田直史
- 影と呼ばれた男たち3（2020年）山口 - サイジョウ

### CM
- Hearthstone: ハースストーン 60秒ver.(2016年6月～)

### 舞台
- ザ☆夕方カレー 第プロデュース公演
  1. 　『スプーンおじさん』（2009年7月10日〜7月12日）
  2. 『トレジャーボックス』（2010年6月25日〜7月27日）
  3. 『サヨナラ雪』（2012年3月25日〜3月28日）
  4. 『Just you and me』（2011年10月28日〜10月30日）
  5. 『怒感（どかん）』
  6. 『千年目の浮気』
  7. 『白雨』
  8. 『時間の花』
  9. 『澤屋敷家に生まれて』(2016年8月30日～9月4日)

### 雑誌
- ロト・ナンバーズ「超」的中法連載コラム